# Pic de Vallibierna
Le pic de Vallibierna est un sommet culminant à 3 054 m d'altitude, formant avec la tuc Culebras (3 053 m) un massif situé au sud du massif de la Maladeta, dans les Pyrénées aragonaises (Espagne). La crête qui relie les deux sommets porte le nom de « pas à cheval ».

## Ascension
L'une des voies d'ascension part du lac Llauset à 2 315 m d'altitude. Il s'agit d'une randonnée sans difficulté jusqu'à la cote de Llauset (2 heures à peu près). À partir de là, il faut suivre la crête jusqu'au tuc Culebras. Il ne reste plus qu'à achever l'ascension en empruntant la crête célèbre qui unit les deux pics, sans difficulté particulière, mais qui requiert de l'attention.